# Douglas 2229
El Douglas Model 2229 de la Douglas Aircraft Company fue una proposición de transporte supersónico (SST), comenzado originalmente como un estudio privado. El diseño progresó hasta la realización de maquetas del área de la cabina y modelos de túnel con la disposición general. Tras estudiar el diseño, Douglas concluyó que el SST no sería económicamente rentable, y declinó presentar el 2229 al programa Transporte Supersónico Nacional (NST) de 1963.

## Desarrollo

### Antecedentes
En los años 50 del siglo XX, el conocimiento de la aerodinámica supersónica había mejorado hasta el punto donde una operación sostenida a alto número de Mach se hizo posible por primera vez. Una combinación de nuevos motores, entradas de aire a los mismos, una nueva configuración alar en delta, y nuevos materiales como el titanio y el acero inoxidable, habían resuelto muchos de los problemas de los primeros diseños. A finales de los años 50, los Estados Unidos estaban a medio camino de construir dos aviones de supercrucero, el Lockheed A-12 y el B-70 Valkyrie, y el Reino Unido estaba considerando el Avro 730.
El concepto de un transporte supersónico parecía una evolución natural de los diseños existentes, que se habían esforzado mucho en los conceptos "más alto, más rápido". Sin embargo, a velocidades supersónicas, la sustentación trabaja de manera muy diferente que subsónicamente, y siempre con menos eficiencia. Los transportes subsónicos de la época habían alcanzado relaciones de sustentación-resistencia del orden de 19, mientras que incluso los más avanzados diseños de ala para los SST estaban alrededor de 9. Esto no era un problema para los aviones militares, donde la velocidad era la vida, pero un SST requeriría el doble de combustible para transportar a un pasajero, incrementado los costes operacionales. Para compensar dichos costes, los defensores del concepto SST sugirieron que los menores tiempos de viaje implicarían mayores precios del billete. Esto los haría atractivos para un segmento del mercado que actualmente pagaba precios mayores de billete por los asientos de primera clase. En teoría, los tiempos más rápidos de viaje también permitirían una reducción de los costes necesarios para volar un número determinado de pasajeros, ya que serían necesarios menos aviones para cubrir una ruta determinada.
En 1960, una serie de compañías habían hecho públicos modelos o maquetas de diseños SST, pero la mayoría de ellos eran globos sonda sin estudios serios detrás. Pero en una época en la que el progreso generalmente significaba más rápido, había un amplio sentimiento acerca de que el SST era el próximo paso natural en el diseño de aviones.

### 2229
Como otras compañías, Douglas había estado considerando el concepto SST desde finales de los años 50. Invariablemente, quedaron impresionados con los resultados. En un caso, el único espacio disponible para la carga de combustible requerida estaba en el fuselaje, lo que inspiró a un diseñador que dibujó a los pasajeros sentados con trajes de buceo, sumergidos en combustible, bajo grandes letreros en los que ponía "¡No fumar!".
Pero como el mercado se volvió hacia la idea del SST, Douglas comenzó el proyecto 2229. Éste fue uno de los primeros trabajos serios en ser presentado a la prensa. En general, el 2229 seguía la disposición introducida en el B-70, aunque usaba el ala en delta compuesta. El B-70 tenía un ala alta para aprovechar la sustentación de compresión generada por el morro y las entradas de aire de los motores, pero no era adecuado para un transporte donde el fuselaje está mejor situado sobre el ala, para una mejor visibilidad y una carga más fácil. El ala se extendía desde el único timón vertical hasta el frente del fuselaje, donde dos canard en delta, mucho más pequeños, estaban montados en la parte superior del mismo.
Los cuatro motores estaban situados en una caja de 24,4 m bajo el ala, como el B-70. El diseño de Douglas se difería en que usaba dos conos de choque en el frontal de la toma de aire, en vez del gran separador del B-70. Esto conducía a un conducto simple con un perfil variable de tres partes que aminoraba el aire entrante a velocidades subsónicas. Detrás, estaban los conductos separados que se dirigían a los motores. El tren de aterrizaje se plegaba en el espacio junto al conducto.
Otras características fueron tomadas directamente del B-70. A altas velocidades, los 6 m exteriores de cada ala se plegaban hacia abajo para mejorar la sustentación de compresión, aunque a mucho menos ángulo que la inclinación de 75 grados del B-70. El área del morro usaba la rampa ascendente del B-70, en oposición al morro abatible del Concorde o del Boeing 2707.

### National Supersonic Transport
A principios de 1963, una serie de fuerzas se estaban reuniendo para impulsar a Bristol y Sud Aviation a considerar el fundir características de sus proyectos en un esfuerzo conjunto. Atrapados por el orgullo patriótico, especialmente con el apoyo de Charles de Gaulle, estas reuniones fueron a toda marcha. A mitad de 1963, fue quedando claro que estos esfuerzos iban a llegar a un acuerdo. Por la misma época, se dio a conocer que la Unión Soviética había comenzado el desarrollo de su propio diseño SST.
Esto provocó algo de pánico en los Estados Unidos. Aunque sus estimaciones y predicciones financieras continuamente demostraban rentabilidades económicas muy pobres, las consideraciones políticas anularon estas preocupaciones. En la primavera de 1963, la Administración Federal de Aviación (FAA) estaba comprometida en el proceso de definir un programa de desarrollo del SST, y el anuncio privado en mayo, de que Pan American Airlines había emplazado opciones en el Concorde, anularon cualquier preocupación que quedase. El programa SST fue anunciado el 5 de junio de 1963.

### Douglas abandona
Por esta época, los trabajos en el 2229 habían progresado hasta el diseño en detalle. El avión de 100 pasajeros se había establecido en alrededor de los 190.000 kg, más pesado que un Boeing 707, llevando un 20% menos de pasajeros. Como los costes operacionales de un avión están más o menos definidos por el uso de combustible de aviación (una función de peso), dividido por el número de pasajeros, estas cifras no fueron muy alentadoras.
El departamento de ventas no estaba más impresionado; examinando un informe del Instituto de Investigación Stanford (SRI), encontraron que dicho SRI había calculado un mercado para 325 aviones, basado en la suposición de que cada ruta de más de 1.609 km (1.000 millas) usaría un SST. La propia suposición de Douglas era que solo las rutas con alta utilización los usarían, lo que llevaba a un mercado de solo 151 aviones. Considerando que Douglas todavía no había obtenido beneficios con el DC-8, a pesar de vender más de 200 aparatos, eran muy escépticos acerca conseguir algún beneficio.
El 26 de agosto, Donald Douglas Jr. escribió una carta al jefe de la FAA, Najeeb Halaby, diciéndole que no presentaría el 2229 al programa NST. En la carta, Douglas expuso que sus principales razones eran los problemas relacionados con la introducción de los nuevos modelos de DC-8 y DC-9, junto con varios compromisos militares, que les dejaban sin recursos de desarrollo.
A pesar de que la carta de Douglas pasaba por alto sus serias preocupaciones, la prensa todavía sentía que su retirada del programa era seria. El New York Times informó que era un ejemplo de "precaución generalizada de la industria" acerca del programa. Sin embargo, por esta época el programa estaba bien asentado y condujo a la selección del Boeing 2707 para el mismo.